# 국제 에너지 기구

국제 에너지 기구 (國際에너지機構, International Energy Agency)는 1974년 벨기에 브뤼셀에서 열린 석유 소비와 관련된 회의의 합의에 따라 같은 해에 발족한 국제적 석유 긴급 유통 계획 기구이다. 본부는 프랑스 파리에 있다.
회원국은 29개국이며, 대한민국은 2002년에 가입했다.

## 같이 보기
- 경제학
- 국제 원자력 기구
- 원자력기구
- 석유 수출국 기구
- 석유 생산 정점